# Pierre Vattier
Pour les articles homonymes, voir Vattier.
Pierre Vattier, né à Montreuil-l'Argillé (Eure) en 1623 et mort à Paris le 7 avril 1667, est un médecin et orientaliste français, professeur d'arabe au Collège royal et traducteur d'Avicenne.

## Biographie
Il étudia les lettres, l'histoire naturelle et la médecine. Lorsqu'il fut reçu docteur, il s'établit à Paris et fut nommé médecin de Gaston d'Orléans. S'étant intéressé aux ouvrages d'Avicenne, il apprit l'arabe afin de pouvoir les lire en original et acquit ainsi une connaissance approfondie de la langue. En 1658, il entra comme professeur d'arabe au Collège royal et fit partie vers la même époque du cercle de savants réunis autour de Henri Louis Habert de Montmor. 
Il traduisit en français des textes arabes sur l'histoire de l'Islam, sur Tamerlan, sur l'interprétation des songes, sur la civilisation égyptienne. Il fut aussi l'un des principaux collaborateurs à la traduction des œuvres de Gallien entreprise par René Chartier. À la grande déception des médecins, son œuvre majeure, une traduction en latin des œuvres complètes d'Avicenne, ne vit jamais le jour, le manuscrit s'en étant perdu après que Vattier l'eut remis à son neveu Jean Boivin. Il publia cependant en français deux textes d'Avicenne, l'un sur la logique et l'autre sur les maladies mentales. Une autre de ses traductions fut elle aussi perdue, une Histoire de la Perse dont il avait confié le manuscrit à Melchisédech Thévenot. 
À l'époque où l'on commençait en Europe à entrevoir les richesses de la littérature de langue arabe, Pierre Vattier contribua à ce mouvement en traduisant un nombre considérable de textes, dont certains pour la première fois en français. Son travail, estimé en son temps, fut toutefois dépassé lorsque commencèrent à paraître dès le siècle suivant des traductions plus rigoureuses. 

## Ouvrages
- Nouvelles pensées sur la nature des passions, où leurs vraies différences et les dépendances qu'elles ont les unes des autres sont méthodiquement découvertes et leur nombre infini mis en ordre (1659)
- Le Cœur détrôné, discours de l'usage du foie, où il est montré que le cœur ne fait pas le sang et qu'il n'est pas même une des principales parties de l'animal, prononcé dans une assemblée de physiciens chez Monsieur de Montmor (1660)

Traductions
- Al-Makin (Makin Djirdjis ibn al-ʿAmid Abou'L Yāsir ibn Abou'L Makarim ibn Abou'L Tayyib) : L'Histoire mahométane, contenant un Abrégé chronologique de l'histoire musulmane en général, depuis Mahomet jusques au règne des Français en la Terre-Sainte, avec un sommaire de l'histoire des Mussulmans ou Sarrazins en Espagne, extrait de Rodrigue Ximenes (1657)
- Ahmed Ibn Arabshah (Aḥmad ibn Moḥammad Ibn ʿArab Chāh) : L'Histoire du grand Tamerlan (1658)(en ligne)
- Ahmed Ibn Arabshah (Aḥmad ibn Moḥammad Ibn ʿArab Chāh) : Portrait du grand Tamerlan, avec la suite de son histoire, jusques à l'établissement de l'empire du Mogol (1658)
- Avicenne (Abū ‘Alī al-Husayn ibn ‘Abd Allāh ibn Sīnā) : La Logique, où les règles de celle d'Aristote tenues jusques à présent pour infaillibles, sont judicieusement examinées et corrigées en plusieurs endroits (1658)
- Aristote : De l'Amitié, livre premier, huitième de la Morale à Nicomachus, traduit fidèlement sur le grec, avec des remarques ou réflexions qui peuvent servir de commentaire, suivant la doctrine des Nouvelles Pensées sur la nature des passions (1659)
- Avicenne (Abū ‘Alī al-Husayn ibn ‘Abd Allāh ibn Sīnā) : De Morbis mentis tractatus, editus in specimen normae medicorum universae, ex arabico in latinum de integro conversae (1659)
- Al-Tograi (Moʼayyad al-dīn Abū Ismāʿīl al-Ḥasan ibn ʿAlī al-Iṣfahānī al-Ṭoġrāʼī) : L'Élégie du Tograï, avec quelques sentences tirées des poètes arabes, l'Hymne d'Avicenne et les Proverbes du chalife Gali ; le tout nouvellement traduit de l'arabe (1660)
- Al-Sayzari (ʿAbd al-Raḥmân ibn Naṣr ibn ʿAbd Allâh al-Šayzarī) : L'Onirocrite mussulman, ou la Doctrine et interpretation des songes selon les Arabes, par Gabdorrhachaman fils de Nasar (1664)
- Ibn al-Khafif (Murtadhā ibn al-Khafīf) : L'Égypte, où il est traité des pyramides, du débordement du Nil et des autres merveilles de cette province selon les opinions et traditions des Arabes (1666)